# Llambi Kaçani
Llambi Kaçani (ur. 22 stycznia 1946 we Wlorze) – aktor albański.

## Życiorys
Ukończył studia na wydziale aktorskim Instytutu Sztuk w Tiranie. Po studiach rozpoczął pracę w teatrze Petro Marko we Wlorze.
Na dużym ekranie zadebiutował w 1974 niewielką rolą inżyniera w obrazie Shpërthimi. Zagrał potem jeszcze w 7 filmach fabularnych.

## Role filmowe
- 1974: Shpërthimi jako inżynier Petrit
- 1976: Ilegalët jako Thanas
- 1977: Streha e re jako ochotnik
- 1977: Zëmra, që nuk plaken jako Petrit
- 1978: Gjeneral Gramafoni jako Nasi
- 1978: Vajzat me kordele të kuqe jako urzędnik
- 1979: Këshilltaret jako Behar, przewodniczący rady